# ميخائيل بيتر سميث
ميخائيل بيتر سميث (بالإنجليزية: Michael Peter Smith)‏ هو مغن مؤلف أمريكي، ولد في 7 سبتمبر 1941 في أورانج الجنوبية ‏ في الولايات المتحدة.